# Liste des œuvres d'Emmanuel Kant
Cet article est une liste des œuvres d'Emmanuel Kant.
Lorsqu'une traduction est disponible en ligne un lien sous le nom de l'ouvrage y renvoie.

## Par ordre chronologique
- Pensées sur la véritable estimation des forces vives, et examen des preuves dont se sont servis M. de Leibniz et autres mécaniciens dans cette controverse (1747).
- Recherche sur la question : la terre a-t-elle subi quelques modifications dans sa rotation autour de son axe ? (1754).
- La question : la Terre vieillit-elle ? Examinée au point de vue physique (1754).
- Histoire universelle de la nature et théorie du ciel (1755).

Traduction par Wolf C. - 1886
- Nouvelle explication des premiers principes de la connaissance métaphysique (1755).
- Sur la cause des tremblements de terre, à l'occasion du sinistre qui a atteint les régions occidentales de l'Europe vers la fin de l'année dernière (1756).
- Histoire et description du tremblement de terre de l'année 1755 et considérations sur les tremblements de terre observés depuis quelque temps (1756).
- Monadologie physique, exemple de l'usage de la métaphysique unie à la géométrie dans la science de la nature (1756).
- Conception nouvelle du mouvement et du repos (1758).
- Essai de quelques considérations sur l'optimismes (1759).
- Pensées sur la mort prématurée du noble Johann-Friedrich Funk (1760)[1]
- De la fausse subtilité des quatre figures du syllogisme (1762).
- Recherche sur l'évidence des principes de la théologie et de la morale (1763).
- L'unique fondement possible d'une démonstration de l'existence de Dieu (1763).
- Essai pour introduire en philosophie le concept de grandeur négative (1763).
- Essai sur les maladies de la tête (1764).
- Observations sur le sentiment du beau et du sublime (1764).
- Rêves d'un visionnaire expliqués par des rêves métaphysiques (1766).
- Du premier fondement de la différence des régions de l'espace (1768).
- De la forme et des principes du monde sensible et du monde intelligible (Dissertation de 1770) (1770).
- Compte rendu de l'ouvrage de Moscati sur la différence de structure des animaux et de l'homme (1771).
- Des différentes races humaines (1775).
- Essais concernant le Philanthropin : premier essai (1776). [détail des éditions]
- Essais concernant le Philanthropin : deuxième essai (1777). [détail des éditions]
- Critique de la raison pure (1781).
- Prolégomènes à toute métaphysique future qui voudra se présenter comme science (1783).
- Idée d'une histoire universelle d'un point de vue cosmopolitique (1784).
- Réponse à la question : « qu'est-ce que les Lumières ? » (1784).
- Fondation de la métaphysique des mœurs (1785).
- Compte rendu de l'ouvrage de Herder : Idées sur la philosophie de l'histoire de l'humanité (1785).
- De l'illégitimité de la contrefaçon des livres (1785).
- Définition du concept de race humaine (1785).
- Sur les volcans de la lune (1785).
- Premiers principes métaphysiques de la science de la nature (1786).
- Conjecture sur les débuts de l'histoire de l'humanité (1786).
- Sur le : « Principe du droit naturel » de Hufeland (1786).
- Qu'est-ce que s'orienter dans la pensée ? (1786).
- Seconde édition de la Critique de la raison pure (1787).
- Critique de la raison pratique (1788).
- Sur l'usage des principes théologiques en philosophie (1788).
- Sur une médecine philosophique du corps (1788).
- Première introduction à la Critique de la faculté de juger (1789).
- Critique de la faculté de juger (1790).
- Sur une découverte selon laquelle toute nouvelle critique de la raison pure serait rendue superflue par une plus ancienne (1790).
- Sur le mysticisme et les moyens d'y remédier (1790).
- Sur l'échec de toute tentative philosophique en matière de théodicée (1791).
- Quels progrès effectifs a accompli la métaphysique depuis l'époque de Leibniz et de Wolff ? (1791).
- Sur le mal radical (1792).
- La Religion dans les limites de la simple raison (1793)

Traduction par A.Tremesaygues  - 1913.
- Sur le lieu commun : cela est bon en théorie, mais ne vaut rien en pratique (1793).
- La Fin de toutes choses (1794).
- De l'influence de la Lune sur le temps (1794).
- Sur la philosophie en général (1790, publié en 1794).
- Projet de paix perpétuelle (1795).
- Sur l'organe de l'âme (1796).
- Sur un ton supérieur récemment pris en philosophie (1796).
- Annonce de la prochaine conclusion d'un traité de paix perpétuelle en philosophie (1796).
- La Doctrine du droit, première partie de la Métaphysique des mœurs (1796).
- Doctrine de la vertu, seconde partie de la Métaphysique des mœurs (1797).
- D'un prétendu droit de mentir par humanité (1797).
- Conflit des facultés (1798).
- Anthropologie d'un point de vue pragmatique (1798).
- Sur la fabrication des livres (1798).
- Logique (publiée en 1800).
- Géographie physique (publiée par Rink en 1802).
- Pédagogie (publiée par Rink en 1803).
- Opus postumum (manuscrit de 1794 à 1803; publié posthume en extraits à partir de 1862; édition dite "complète" en 1936/38; nouvelle édition plus exacte prévue).

### Œuvres de Kant
Cette bibliographie, a été très largement inspirée de l'article Kant, dans la Grande Encyclopédie, inventaire raisonné des sciences, des lettres, et des arts de Lamirault, Tome 21. en particulier, liens avec les sources et éventuellement liens commerciaux pour les publications récentes. Elle pourra être ensuite transférée dans la bibliographie détaillée pour alléger l'article.

#### Extrait raisonné des ouvrages critiques de Kant par Beck, Jacob Sigismund (1761-1840)
Erläuternder Auszug aus den critischen Schriften des Herrn Prof. Kant, auf Anrathen desselben, von M. Jacob Sigismund Beck, Riga : J. F. Hartknoch, 1793-1796, 3 vol. ; in-8
- I. Die Critik der speculativen und practischen Vernunft ;
- II. Die Critik der Urtheilskraft und die metaphysischen Anfangsgründe der Naturwissenschaft ;
- III. Einzig-möglicher Standpunct... aus welchem die critische Philosophie beurtheilt werden muss.

#### Édition critique de Kant, dite de l’Académie: Kant’s gesammelte Schriften, Berlin, W. De Gruyter, 1902.
Kant's gesammelte Schriften - herausgegeben von der Königlich Preukischen Akademie der Wissenschaften
Publication :  Berlin : G. Reimer : puis W. De Gruyter, 1910-1983, 33 vol. : ill. ; 23 cm (en partie sur Gallica]
- 1.	Bd 1-9. Werke (Partie I, Tome 1 à 9 : Œuvres) : Tome 1 ; Tome 3 ; Tome 4 ; Tome 5 ; Tome 6 ; Tome 7 ; Tome 8 ; Tome 9
- 2.	Bd 10-13. Briefmechtel (Partie II : Tome 10 à 13 : Correspondance : Tome 10 ; Tome 11 ; Tome 12 ; Tome 13
- 3.	Bd 14-23. Handschriftlicher Nachlass Parties III : Tome 13 à 23 : Reflexionen et manuscrits divers, y compris les Fortschritte et l’Opus Postumum ; Tome 14 ; Tome 15, Partie 1 ; Tome 15, Partie 2 ; Tome 16 ; Tome 17, Partie 1 ; Tome 18 ; Tome 19 ; Tome 20 ; Tome 23
- 4.	Bd 24-29. Vorlesungen Partie IV : Tome 24 à 29 : Leçons.
- 5.	Bd 16, 17, 20. Allgemeiner Kantindex zu Kants gesammelten Schriften / hrsg. Gottfried Martin - Index

##### Œuvres de jeunesse
- 1.	Gedanken von der wahren Shätzung der lebendigen Kräfte..., Königsberg, M. E. Dorn, 1746. Pensées sur la véritable estimation des forces vives, et examen, des démonstrations de Leibniz et autres mécaniciens relatives à cette question (1747). Kant y concilie les doctrines de Descartes et de Leibniz sur la mesure de la force d’un corps en mouvement.
- 2.	« Untersuchung der Frage ob die Erde in ihrer Umdrehung um die Achse..., einige Veränderung seit den ersten Zeiten ihres Ursprungs erlitten habe... », Wöchentlichen Königsbergischen Frag-und-Anzeigungs-nachrichten, 1754 ; La Terre a-t-elle subi quelques modifications dans son mouvement de rotation depuis son origine ? (article de revue, 1754). Kant établit, en s’appuyant sur les principes de Newton, que la vitesse a dû diminuer.
- 3.	« Die Frage, ob die Erde veralte, physikalisch erwogen », WKFAN, 1754. La Terre vieillit-elle ? Recherche faite au point de vue physique (article, 1754).
- 4.	Allgemeine Naturgeschichte und Theorie des Himmels (de), Königsberg/Leipzig, J.F. Petersen, 1755 ; trad. fr, A. M. Roviello, Paris, Vrin, 1984 ; trad. fr. F. Marty, Histoire universelle de la nature et théorie du ciel, où il est traité du système et de l’origine mécanique de l’Univers d’après les principes de Newton (1755), Paris, Gallimard, célèbre ouvrage qui parut anonyme, avec une dédicace à Frédéric II, et qui prélude à l’Exposition du système du monde, publiée par Laplace en 1796.
- 5.	Meditationum quarundam de igne succincta delineatio, de 1755, publiée en 1839 dans l’éd. Rosenkranz-Schubert. Résumé des méditations sur le feu, 1755 (en latin). La chaleur, comme la lumière, est un mouvement vibratoire de l’éther.
- 6.	Principiorum priorum cognitionis metaphysicae nova dilucidatio, Königsberg, J. H. Hartung ; trad. fr. J. Ferrari, Nouvelle explication des premiers principes de la connaissance métaphysique, (1755), thèse en latin pour obtenir le droit d’être privat-docent. Il y est traité des principes de contradiction et de raison déterminante, in Emmanuel Kant. Œuvres philosophiques I, Paris, Gallimard, 1980 (La Pléiade).
- 7.	« Von den Ursachen der Esderschütterungen bei Gelengenheit des Unglücks, welches die westliche Länder von Europa gegen das Ende des vorigen Jahres betroffen hat » (« Sur le tremblement de terre de Lisbonne »), WKFAN, 1756. Geschichte und Naturbeschreibung der merkwürdigsten Vorfälle des Erdbebens, welches an dem Ende des 1755sten Jahres einen grossen Theil der Erde erschüttert hat, Königsberg, J.H. Hartung, 1756. « Fortgesetzte Betrachtungen der seit einiger Zeit wahrgenommenen Erdschütterungen », 1756, WKFAN. Trois dissertations Sur les Tremblements de terre survenus en 1755 à Quito et à Lisbonne.
- 8.	Metaphysicae cum geometrica junctae usus in philosophia naturali, cujus specimen I. continet monadologiam physicam, Königsberg, J.H. Hartung, 1756 ; trad. fr. S. Zac in Quelques opuscules précritiques, Paris, Vrin, 1970. Monadologie physique (1756), thèse latine ; Kant la soutint en vue d’une présentation pour un professorat extraordinaire, présentation qui n’eut pas lieu. La monade leibnitienne y est transformée en atome physique.
- 9.	Neue Anmerküngen zur Erläuterung der Theorie der Winde, Königsberg, 1756 (annonce d’un programme de leçons). Sur la Théorie des vents (1756), explication exacte des vents périodiques.
- 10.	Entwurf und Ankündigung eines Collegii der physischen Geographie, Königsberg, 1757.
- 11.	Neuer Lehrbegriff der Bewegung und Rune, 1758, Königsberg (annonce d’un programme de leçons) ; trad. fr. S. Zac, Paris, Vrin, 1970. Conception nouvelle du mouvement et du repos (1758).
- 12.	Versuch einiger Betrachtungen über den Optimismus, Königsberg, 1759 (annonce d’un programme de leçons) ; trad. fr. B. Lortholary, Essai de quelques considérations sur l’optimisme, Paris, Gallimard, 1980. Quelques Considérations sur l’optimisme (1759). Kant y professe que tout est bon, rapporté à l’ensemble des choses. Dans la fin de sa vie il renia cet ouvrage leibnitien.
- 13.	Gedanken bei dem frühzeitigen Ableben des Herrn J. F. von Funk, Königsberg, 1760 (von Funk avait été l’élève de Kant).
- 14.	Die falsche Spitzfindigkeit der vier syllogistischen Figuren, Königsberg, J.J. Karuter, 1762 (annonce d’un programme de leçons) ; trad. fr. F. Courtés in Étude historique et critique sur La fausse subtilité des quatre figures syllogistiques démontrée par Kant, Paris, Vrin, 1972 ; trad. fr. J. Ferrari, La fausse subtilité des quatre figures du syllogisme, Paris, Gallimard. Seule la première figure est pure et primitive.

##### Les écrits de 1763
- 15.	Der einzig mögliche Beweisgrund zu einer Demonstration des Daseins Gottes, Königsberg, J. J. Kanter, 1763 ; trad. fr. S. Zac, L’unique fondement possible d’une démonstration de l’existence de Dieu, Paris, Gallimard, 1980 ou L’Unique Fondement possible d’une démonstration de l’existence de Dieu (1763). Le possible, considéré, non dans sa forme, mais dans sa matière ou ses data, suppose l’existence et, finalement, l’existence d’un être nécessaire.
- 16.	Versuch den Begriff der negativen Grössen in die Weltweisheit einzuführen, Königsberg, J. J. Kanter, 1763 ; trad. fr. J. Ferrari, Essai pour introduire en philosophie le concept de grandeurs négatives, Paris, Gallimard, 1980 ou Tentative d’introduire dans la philosophie le concept des quantités négatives (1763). L’opposition réelle, dans laquelle les deux termes sont en eux-mêmes également positifs, est irréductible à l’opposition logique, où l’un des deux termes est le contradictoire de l’autre.
- 17.	Untersuchung über die Deutlichkeit der Grundsätze der natürlichen Theologie und der Moral, Berlin, Haude & Spener, 1764 ; trad. fr. J. Ferrari, Recherche sur l’évidence des principes de la théologie naturelle et de la morale, Paris, Gallimard, 1980 ou Étude sur l’évidence des principes de la théologie naturelle et de la morale (1764), ouvrage composé en vue d’un concours qu’avait ouvert l’Académie de Berlin pour l’année 1763. Kant n’obtint que l’accessit : le prix fut donné à Mendelssohn. Kant oppose, comme Mendelssohn d’ailleurs, la philosophie aux mathématiques, et conclut que la méthode de celles-ci ne convient pas à celle-là.

##### Autres écrits précritiques
- 18.	Beobachtungen über das Gefühl des Schönen und Erhabenen, Königsberg, J. J. Kanter, 1764 ; trad. fr. B. Lortholary, Paris, Gallimard, 1980 (les Bemerkungen de Kant sur ces Beobachtungen ont été publiées in extenso en 1941 au t. 20 de l’édition de l’Académie). Observations sur le sentiment du beau et du sublime (1764), œuvre de critique et de moraliste.
- 19.	« Versuch über die Krankheiten des Kopfes », Königsbergsche gelehrte und politische Zeitungen, 1764 : Essai sur les maladies de l'esprit.
- 20.	« Recension von Silberschlags Schrift : Theorie der am 23. Juli 1762 erschienenen Feuerkugel », 1764, KGPZ.
- 21.	M. Immanuel Kants Nachricht von der Einrichtung seiner Vorlesungen in dem Winterhalben Jahre von 1765-1766, Königsberg, J. J. Kanter, 1765 ; trad. fr. J. Ferrari, Paris, Gallimard, 1980. Programme des cours pour le semestre d’hiver 1765-66. L’éducation des facultés de l’esprit doit précéder l’acquisition de la science. Dans cet opuscule se manifestent des préoccupations critiques.
- 22.	Träume eines Geistersehers, erläutert durch Träume der Metaphysik, Königsberg, J. J. Kanter, 1766 ; trad. fr. F. Courtés, Paris, Vrin, 1967. Les Rêves d’un visionnaire éclaircis par les rêves de la métaphysique (1766, anonyme). Cet ouvrage fut composé à propos des visions de Swedenborg. Kant y veut être léger et sceptique, à la manière de Voltaire. La seule différence entre l’illuminisme et la métaphysique, c’est que le premier est le rêve du sentiment, tandis que la seconde est le rêve de la raison : ceci ne vaut guère plus que cela. Ne prétendons pas à connaître l’inconnaissable.
- 23.	« Von dem ersten Grunde des Unterschiedes der Gegenden im Raume », WKFAN, 1768 ; trad. fr. S. Zac, Paris, Vrin, 1970. Du Fondement de la différence des régions dans l’espace (1768). C’est la réfutation de la théorie leibnitienne de l’espace. Il est nécessaire, selon Kant, d’admettre un espace absolu universel.
- 24.	De mundi sensibilis atque intelligibilis forma et principiis, Regiomonti, 1770 ; trad. fr. F. Alquié, Paris, La Pléiade, 1980. Forme et principes du monde sensible ainsi qu'intelligible, dite dissertation de 1770, dissertation en latin écrite par Kant pour acquérir le droit d’être nommé professeur ordinaire de logique et de métaphysique. Kant rompt avec le dogmatisme en ce qui concerne la connaissance sensible, non encore en ce qui concerne la connaissance intelligible.
- 25.	« Recension von Moscatis Schrift : Von dem körperlichen wesentlichen Unterschiede zwischen der Structur der Thiere und Menschen », KGPZ, 1771.
- 26.	Von der verchiedenen Racen der Menschen, Königsberg, 1775 (annonce d’un programme de leçons) ; trad. fr. S. Piobetta in Kant. La philosophie de l’histoire, Paris, Aubier, 1947. Des Différentes Races humaines. Les races sont des variétés devenues stables. Une véritable histoire des êtres naturels ramènerait sans doute beaucoup de prétendues espèces à de simples races issues d’une espèce commune.
- 27.	Lettres à Marcus Herz, de 1770 à 1781. Kant cherche une situation intermédiaire entre l’idéalisme et le réalisme.
- 28.	« Aufsätze, das Philanthropin betreffend », KGPZ, 1776-1777.

##### La Critique de la raison pure
- 29.	Kritik der reinen Vernunft, Riga, Hartknoch, 1781, 2e éd. 1787 ; trad. fr. J. Barni revue par A. J.-L. Delamare & F. Marty, Paris, Gallimard, 1980. Critique de la raison pure (1781). Une connaissance théorique suppose à la fois intuition et liaison nécessaire. La première condition n’étant réalisable pour nous qu’à propos des choses sensibles, celles-ci sont les seules que nous puissions connaître théoriquement. Seconde édition de la Critique (1787). C’est une question très controversée de savoir si les changements que présente cette seconde édition portent sur le fond ou seulement sur la forme. Rosenkranz, Schopenhauer, Kuno Fischer tiennent pour une modification profonde, tendant à rétablir la chose en soi, qu’avait abolie, selon eux, la première édition. Selon le témoignage de Kant, la seconde édition fait simplement ressortir le côté réaliste de la doctrine, méconnu par certains lecteurs. L’affirmation de Kant se soutient très bien. La première édition n’abolissait pas la chose en soi, mais la connaissance théorique de la chose en soi, ce qui est très différent.
  -     - Substance : Critique de la raison pure
    - En allemand :
      - Source : Kritik der reinen Vernunft Zweite hin und wieder verbesserte Auflage (1787)
      - En libre accès sur Gutenberg :
        - Kritik der reinen Vernunft (1st Edition 1781)
        - Kritik der reinen Vernunft (2nd Edition 1787)

    - Traductions françaises
      - Tissot 1845 :
        - Source : Critique de la raison pure, traduction de la 7e édition, 2e éd. française, Paris, Ladrange, 1845, 2 vol. ; in-8 : Vol 1 ; Vol 2

      - Tissot 1864 :
        - Source : Critique de la raison pure, 3e édition en français, comprenant toutes les différences entre les deux premières éditions allemandes, les seules données par l'auteur, avec l'analyse de l'ouvrage entier par Mellin, Paris : Ladrange, 1864, 2 vol. in-8 ̊ : Vol 1 & 2 ;

      - Barni 1869
        - Source : Critique de la raison pure, traduit de l'allemand par Jules Barni, Paris : G. Baillière, 1869, 3 vol. ; in-8 : Trad. J. Barni - 1869;
        - Texte en français : Traduction Barni sur wikisource (1781)
- 30.	« Anzeige des Lambertschen Briefwechsels », KGPZ, 1782.
- 31.	« Nachricht an Ärzte », KGPZ, 1782.

##### La doctrine
- 32.	Prolegomena zu einer jeden künftigen Metaphysik, die als Wissenschaft wird auftreten können, Riga, Hartknoch, 1783 ; trad. fr. L. Guillermit, Paris, Vrin, 1986. Prolégomènes à toute métaphysique future visant à se présenter comme science (1783). Ce court ouvrage donne une exposition analytique de la doctrine, et dissipe les méprises qui s’étaient produites au sujet de la première édition de la Critique.
- 33.	« Recension von Schulz’s Versuch einer Anleitung zur Sittenlehre für alle Menschen, ohne Unterschied der Religion », Räsonnirendes Bücherverzeichnis, 7, Königsberg, 1783, 93-104 ; trad, fr. J. Tissot, in Principes métaphysiques de la morale, Paris, Ladrange, 1854.
- 34.	« Idee zu einer allgemeinen Geschichte in weltbürgerlicher Ansicht », Berlinische Monatsschrift, 4, 1784, 385-411 ; trad. fr. L. Ferry in Emmanuel Kant. Œuvres philosophiques II, Paris, Gallimard, 1985 : Conception d’une histoire universelle au point de vue cosmopolitique (1784), (article de revue, 1784.
- 35.	« Beantwortung der Frage : Was ist Aufklärung ? », Berlinische Monaesschrift, 4, 1784, 481-494 ; trad. fr. H. Wismann, Paris, 1985). Réponse à la question : Qu’est ce que les lumières ? (article de revue, 1784). Les lumières, dit Kant, c’est l’émancipation de l’intelligence.
- 36.	« Recension von J. G. Herders Ideen zur Philosophie der Geschichte der Menschheit. Theil 1.2. », Allgemeine Literaturzeilung, 1785 ; trad. fr. S. Piobetta, Paris, Aubier, 1947. Compte rendu de l’ouvrage de Herder intitulé : Idées concernant la philosophie de l’histoire de l’humanité (article de revue, 1785). Kant y repousse la doctrine de l’unité essentielle de la nature et de la liberté.
- 37.	« Über die Vulkane im Monde », Berlinische Monatsschrift, 5, 1785, 199-213.
- 38.	« Von der Unrechtmässigkeit des Büchernachdrucks », Berlinische Monatsschrift, 5, 1785, 403-417.
- 39.	« Bestimmung des Begriffs einer Menschenrace », Berlinische Monatsschrift, 6, 1785, 390-417 ; trad. fr. S. Piobetta, Paris, Aubier, 1947.
- 40.	Grundlegung zur Metaphysik der Sitten, Riga, Hartknoch, 1785, 2e éd. 1786 ; trad. V. Delbos, Paris, Delagrave, 1971. Établissement de la métaphysique des mœurs (1785 ; 4e éd., 1797) Sur wikipedia. Kant y détermine et y assure le principe fondamental de la moralité.
- 41.	Metaphysische Anfangsgründe der Naturwissenschaft, Riga, Hartknoch, 1786 ; trad. fr. F. de Gandt, Paris, Gallimard, 1985. Principes métaphysiques de la science de la nature (1786 ; 3e éd., 1800). C’est l’établissement des axiomes de la physique pure.
- 42.	« Mutmasslicher Anfang der Menschengeschichte », Berlinische Monatsschrift, 7, 1785, 1-27 ; trad. fr. L. Ferry & H. Wismann, Paris, Gallimard, 1985; Conjectures sur le commencement de l’histoire de l’humanité (1786).
- 43.	« Recension von Gottlieb Hufeland’s Versuch über den Grundsatz des Naturrechts », Allgemeine Literaturzeitung, 1786.
- 44.	« Was heisst : Sich im Denken orientieren ? », Berlinische Monatsschrift, 8, 1786, 304-330 ; trad. fr. A. Philonenko, Paris, Vrin, 1959.
- 45.	De la Médecine corporelle en tant qu’elle ressortit a la philosophie, discours en latin (1786 ou 1788). – De l’Emploi des principes théologiques en philosophie (article, 1788).
- 46.	« Einige Bemerkungen von Herrn Professor Kant », Prüfung des Mendelssohnschen Morgenstunden (ouvrage de L. H. Jacob), 1786, XLIX-LX.
- 47.	Kritik der praktischen Vernunft ou sur Gutenberg, Riga, Hartknoch, 1788 ; trad. fr. F. Picavet, Paris, PUF, 1960: Critique de la raison pratique (1788 ; 6e éd., 1827). C’est la détermination de la nature de la loi morale et du genre d’adhésion qui convient aux principes pratiques. Sur wikipedia Fichier image disponible sur Gallica : Trad. J. Barni - 1848 (1788).
- 48.	« Über den Gebrauch teleologischer Principien in der Philosophie », Deutscher Merkur, 1788, 36-52 & 107-136 ; trad. fr. L. Ferry, Paris, Gallimard, 1986 (« La Pléiade »).
- 49.	Kritik der Urteilskraft, Berlin, Lagarde & Friedrich, 1790 ; trad. fr. A. Philonenko, Paris, Vrin, 1965 (la Erste Einleitung se trouve au t. 20 de l’édition de l’Académie ; trad. fr. L. Guillermit, Paris, Vrin, 1968) : Critique de la faculté de juger (1790 ; 3e éd., 1799). Sur wikipedia. Kant y traite du fondement et de la valeur des notions du beau et de la finalité.
- 50.	Über eine Entdeckung nach der alle neue Kritik der reinen Vernunft durch eine ältere entbehrlich gemacht weden soll, Königsberg, F. Nicolovius, 1790 ; trad. fr. Aj.-L. Delamarre, Paris, Gallimard, 1985.
- 51.	Sur l’Illuminisme et les remèdes à y opposer (1790), dissertation écrite à propos de Cagliostro.
- 52.	« Über das Misslingen aller philosophischen Versuche in der Theodicee », Berlinische Monatsschrift, 18, 1791, 194-225 ; trad. fr. A.J.-L. Delamarre, Paris, 1985 (« La Pléiade »): Sur l’Echec de toutes les tentatives des philosophes en matière de théodicée.
- 53.	Die Religion innerhalb der Grenzen der blossen Vernunft, Königsberg, F. Nicolovius, 1793, 2e éd. 1794 ; trad. fr. J. Gibelin, Paris, Vrin, 1952. La Religion dans les limites de la pure raison (1793 ; 2e éd., 1794). C’est la déduction ou légitimation de la religion. Cela seul y est fondé, qui se rapporte à la morale, Il faut tendre à rendre la religion purement rationnelle. « Sur Gallica : Trad. Tremesaygues A. - 1913 »(Archive.org • Wikiwix • Archive.is • Google • Que faire ?) ; Texte : La Religion dans les limites de la simple raison
- 54.	« Über den Gemeinspruch : Das mag in der Theorie richtig sein, taugt aber nicht für die Praxis », Berlinische Monatsschrift, 22, 1793, 201-284 ; trad. fr. L. Guillermit, Paris, Vrin, 1967. Sur le Lieu commun : cela est bon en théorie, mais ne vaut rien dans la pratique (article de revue, 1793). Kant y rejette cet aphorisme, non seulement en ce qui concerne la moralité, mais encore en ce qui concerne le droit politique et le droit des gens.
- 55.	« Etwas über den Einfluss des Mondes auf die Witterung », Berlinische Monatsschrift, 23, 1794, 392-407. De l’Influence de la lune sur le temps (article, 1794).
- 56.	« Das Ende aller Dinge », Berlinische Monatsschrift, 23, 1794, 495-522 ; trad. fr. P. Festugière in Kant. Pensées successives sur la théodicée et la religion, Paris, Vrin, 1963.
- 57.	Zum ewiden Frieden, Königsberg, F. Nicolovius, 1795 ; trad. fr. J. Darbelay, Paris, PUF, 1958: De la Paix éternelle, Essai philosophique (1795). Kant place dans la paix éternelle le but du développement historique de l’humanité, et cela, non en vertu du sentiment, mais en vertu de l’idée de justice.
  - Vers la paix perpétuelle Article wikipedia
  - texte original définitif
  - traduction française
  - traduction anglaise.
- 58.	« Von einem neuerdings erhobenen vornehmen Ton in der Philosophie », Berlinische Monatsschrift, 23, 1796, 387-421 ; trad. fr. L. Guillermit, Paris, Vrin, 1968.
- 59.	« Ausgleichung eines auf Missverstand beruhenden mathematischen Streits », Berlinische Monatsschrift, 28, 1796, 368-370 ; trad. fr. L. Guillermit, Paris, Vrin, 1968.
- 60.	« Verkündigung des nahen Abschlusses eines Tractats zum ewigen Frieden in der Philosophie », Berlinische Monatsschrift, 28, 1796, 485-504 ; trad. fr. L. Guillermit, Paris, Vrin, 1968.
- 61.	Die Metaphysik der Sitten in zwei Theilen, Königsberg, F. Nicolovius, 1797 ; trad. fr. A. Philonenko, 1968, Paris, Vrin, 1971: Principes métaphysiques de la théorie du droit (1797 ; 2e éd., 1798). C’est la théorie du droit ou de la légalité, telle qu’elle se déduit de la critique de la raison pratique, Principes métaphysiques de la théorie de la vertu (1797 ; 2e éd., 1803). C’est la théorie de la moralité, telle également qu’elle suit de la critique. Ces deux écrits ensemble portent le titre de Métaphysique des mœurs Voir wikipedia.
- 62.	« Über ein vermeintes Recht aus Menschenliebe zu lügen », Berlinische Blätter, 1, 1797, 301-314 ; trad. fr. L. Guillermit, Paris, Vrin, 1967.
- 63.	Über die Buchmacherei. Zwei Briefe an H. Friedrich Nicolai von I. Kant, Königsberg, F. Nicolovius, 1798 ; Anthropologie, suivie des divers fragments du même auteur relatifs aux Rapports du physique et du moral et au Commerce des esprits d'un monde à l'autre, traduit de l'allemand, par J. Tissot, Paris : Ladrange, 1863, 1 vol. (X-483 p.), in-8.
- 64.	De Streit der Facultäten, Königsberg, F. Nicolovius, 1798 ; trad. fr. J. Gibelin, Paris, Vrin, 1955 : La Dispute des facultés (ouvrage auquel est joint un article de 1797 : Sur la Puissance qu’a l’esprit de se rendre maître de ses sentiments maladifs par sa seule volonté (1798). C’est le conflit de la faculté de philosophie, représentant la vérité rationnelle, avec les trois autres, théologie, droit et médecine, qui représentent les disciplines positives.
- 65.	Anthropologie in pragmatischer Hinsicht ou Patrick Frierson, Königsberg, F. Nicolovius, 1798 ; trad. fr. M. Foucault, Paris, Vrin, 1964. Anthropologie traitée au point de vue pragmatique (1798 ; 2e éd., 1800). L’anthropologie pragmatique est l’art de tirer parti des hommes en vue de ses propres fins.
- 66.	Vorrede zu R. B. Jachmanns Prüfung der kantischen Religionsphilosophie, Königsberg, F. Nicolovius, 1800 ; trad. fr. L. Guillermit, Paris, Vrin, 1968.
- 67.	Immanuel Kants Logik, éd. G. B. Jäsche, Königsberg, F. Nicolovius, 1800 ; trad. fr. L. Guillermit, Paris, Vrin, 1970. Logique, ouvrage de Kant publié par Jäsche (1800) ; Voir Logique de Kant sur wikipedia
- 68.	Immanuel Kants physische Geographie, éd. F. T. Rink, Königsberg, Goebbels & Unzer, 1802, Géographie physique, ouvrage de Kant publié par Rink (1802-3) ; Voir sur wikipedia
- 69.	Über Pädagogik, éd. Rink, Königsberg, F. Nicolovius, 1803 ; trad. fr. A. Philonenko, Paris, Vrin, 1974. Sur la Pédagogie, ouvrage publié par Rink (1803). Ce sont des observations tirées d’un cours fait plusieurs fois par Kant sur ce sujet ; Sur wikipedia Sur Gallica : Trad. J. Barni 1886 - Préface Thamin R..
- 70.	Réflexions de Kant sur la philosophie critique, publiées par Benno Erdmann (1882-84).
- 71.	Lettres. Elles ne sont guère qu’au nombre de 100, dont 19 adressées à Marcus Herz.
- 72.	Immanuel Kant über... die Preisfrage : Welches sind die wirklichen Fortschritte, die die Metaphysik seit Leibnitzens und Wolff’s Zeiten in Deutschland gemacht hat ?, éd. Rink, Königsberg, Goebbels & Unzer, 1804 ; trad. fr. L. Guillermit, Paris, Vrin, 1968, Voir aussi : B. ERDMANN, Reflexionen Kants zur kritischen Philosophie, 2 Bde, Leipzig, Fues’s Verlag, 1882, 1884 ; Die philosophischen Hauptvorlesungm Immanuel Kants, éd. A. Kowalewski, Hildesheim, Olms, 1965 (repr. de 1924) ; Menschenkunde et Immanuel Kants Anweisung zur Menschen und Weltkenntnis, éd. F.C. Starke, Hildesheim, G. Obus, 1976 (reprint de 1831) : Passage des principes métaphysiques de la science de la nature à la physique, ouvrage resté inachevé, écrit entre 1783 et 1803, publié d’abord par Reich de 1882 à 1884, dans les Altpreussische Monatschriften, puis, plus complètement, par Albrecht Krause (1888). C’est le progrès de la déduction allant de la métaphysique de la nature matérielle à la physique expérimentale considérée comme science, c.-à-d. comme système.

##### Textes divers en allemand
- Zum ewigen Frieden (1795)
- Eine andere biographie über Kant
- Marburger Kantarchiv
- Immanuel Kant - Informationen zu Kants Leben und Werken, dessen Zeitgenossen und Zeitgeschichte sowie Bildergalerie, Literaturtips, Zitate und viele weiterführende Links
- Kant-Forschungsstelle der Universität Mainz
- Immanuel Kant (eine kurze Einführung, englisch)
- Eintrag in philolex
- Kant auf den Philosophie-Seiten (deutsch)
- Kant on the Web (englisch)
- Œuvres de Emmanuel Kant: textes avec concordances et liste de fréquence
- (de) Œuvres de Liste des œuvres d'Emmanuel Kant sur Zeno.org
- Nombreux textes
- Bibliothèque en ligne "Vox Philosophiae"
- Was ist Aufklärung? (1783)

#### La Pleiade, Gallimard: Œuvres philosophique, 3 vol., dir. F. Alquié,
- t. 1 : Des premiers écrits à la « Critique de La raison pure », Gallimard, 1980.
- t. 2 : Des Prolégomènes aux écrits de 1791, Gallimard, 1980.
- t. 3 : Les derniers écrits, Paris, Gallimard, 1986.

#### Opus postumum,
Manuscrit de 1794 à 1803; publié posthume en extraits à partir de 1862; édition dite « complète » en 1936-1938; nouvelle édition plus exacte : F. Marty, Paris, PUF, 1986.

#### Manuscrit de Duisbourg (1774-1775) - Choix de réflexions des années 1772-1777,
trad. F.-X. Chenet, Paris, Vrin, 1988.

#### Lettres sur la morale et sur la religion,
trad. J.-L. Bruch, Paris, Aubier, 1969.

#### Correspondance,
trad. M.-C. Chaillol, M. Halimi, V. Séroussi, N. Aumonier, M. B. de Launay, M. Marcuzzi, Paris, Gallimard, 1991.

### Études
- Hermann Cohen, La Théorie kantienne de l'expérience, trad. fr. E. Dufour et J. Servois, Paris, Le Cerf, 2001.
- Hermann Cohen, Commentaire de la "Critique de la raison pure" de Kant, trad. fr. E. Dufour, Paris, Le Cerf, 2000.
- Eric Weil, Problèmes kantiens, Paris, J. Vrin, 1990 (2e éd.).
- Alexis Philonenko, L'œuvre de Kant, Tome 1, La philosophie pré-critique et la critique de la raison pure, Paris, J. Vrin, 1969; et 1993 (5e éd.).
- Alexis Philonenko, L'œuvre de Kant, tome 2, Morale et politique, Paris, J. Vrin, 1972; et 1993 (5e éd.).
- Jean Grondin, Kant et le problème de la philosophie: l'a priori, Paris, J. Vrin, 1989.
- Jacques Derrida, Du droit à la philosophie, Paris, Galilée, 1990.
- Gilles Deleuze, La philosophie critique de Kant, Paris, Presses universitaires de France, 1997 (1re éd. : 1963).
- Michel Puech, Kant et la causalité, Paris, J. Vrin, 1990
- Monique Castillo, Kant, l'invention critique, Paris, J. Vrin, 1997.
- Victor Delbos, La philosophie pratique de Kant, Paris, Impr. des Presses universitaires de France, libr. Félix Alcan, 1926 (2e éd.).
- Jules de Gaultier, De Kant à Nietzsche, Paris, rééd. 2006.
- Heidegger, Kant et le problème de la métaphysique, Paris, Gallimard, 1953.
- Alain Renaut, Kant aujourd'hui, Paris, Aubier, 1997; rééd. Champs-Flammarion, 1999.
- Kant : Philosophie de l'histoire, sous la direction de Norbert Waszek. Paris, PUF, 1996 [Revue germanique internationale. N° 6]  (ISBN 2-13-047698-8).

### Littérature
- Thomas de Quincey, Les Derniers jours d'Emmanuel Kant (texte traduit par Marcel Schwob, disponible sur Wikisource)